# Кубок мира по самбо 1987
Кубок мира по самбо 1987 года прошёл в Марокко (по одним данным в Касабланке, по другим — в Рабате) 4-5 апреля на арене «King Mohammed V Multipurpose Sports Center».

## Медалисты
| Весовая категория | Золото                         | Серебро                         | Бронза                   |
| ----------------- | ------------------------------ | ------------------------------- | ------------------------ |
| до 48 кг          | Андрей Ходырев · СССР          | Д. Легденболд · Монголия        | Т. Азеннуд · Марокко     |
| до 52 кг          | Гурген Тутхалян · СССР         | Халтмаагийн Баттулга · Монголия | С. Азеннуд · Марокко     |
| до 57 кг          | Лев Паркачев · СССР            | Л. Идриси · Марокко             | Ж. Батсухинг · Монголия  |
| до 62 кг          | Евгений Васягин · СССР         | Г. Ганболд · Монголия           | Б. Локсаири · Марокко    |
| до 68 кг          | Владимир Япринцев · СССР       | Г. Горелбаатар · Монголия       | Дж. Азеннуд · Марокко    |
| до 74 кг          | Жамбалын Ганболд · Монголия    | Виктор Бухвал · СССР            | С. Нельсон · США         |
| до 82 кг          | Зундуйн Дэлгэрдалай · Монголия | Владимир Александров · СССР     | А. Ахтар · Марокко       |
| до 90 кг          | Одвогийн Балжинням · Монголия  | Дж. д’Алессандро · Италия       | Александр Пушница · СССР |
| до 100 кг         | Ричардас Роцявичюс · СССР      | Б. Батердэнэ · Монголия         | Я. Тлит · Марокко        |
| свыше 100 кг      | Владислав Ратов · СССР         | С. Шурелбаатар · Монголия       | И. Меснауи · Марокко     |